# 浅野忠真
浅野 忠真（あさの ただまさ）は、江戸時代前期の安芸国広島藩の家老。三原浅野家第3代。

## 略歴
元和4年（1618年）10月、浅野家家臣浅野忠長の次男として紀伊新宮に生まれる。主家の浅野宗家は当時紀州藩主であったが、翌元和5年（1619年）に広島藩へ転封した。
寛永17年（1640年）、幕府の証人として江戸に下り、11月に将軍家光に拝謁する。
明暦元年（1655年）、朝鮮通信使の供応役を務める。明暦2年（1656年）、父忠長が隠居したため家督相続する。万治2年（1659年）、三原城内堀の堀ざらいを行う。延宝2年（1674年）、東野村新田を干拓。三原妙正寺を建立。
延宝8年（1680年）、三原城を修繕する。天和元年（1681年）、城主であることから江戸で乗輿を許された。
天和3年（1683年）11月、隠居し薙髪して道泉と号した。家督は四男の忠義が継いだ。元禄7年（1694年）7月8日死去。享年77。菩提寺の妙正寺に葬られた。